# P.S. I Love You (canción)
«P.S. I Love You» es una canción de la banda de pop rock británica The Beatles, publicada como lado B de «Love Me Do» el 5 de octubre de 1962 en el sello Parlophone. Fue incluida después junto a «Love Me Do» en el álbum Please Please Me, lanzado en marzo de 1963. La canción fue compuesta principalmente por Paul McCartney y acreditada a Lennon-McCartney. Su estilo musical es el merseybeat.
En Estados Unidos logró subir al número 10 en la lista del Billboard Hot 100.
La canción aparecería en 1977 en el álbum recopilatorio Love Songs.

## Composición
Escrita por Paul McCartney en la primavera de 1962 en Hamburgo, esta canción es a veces considerada como una dedicatoria a su entonces novia Dot Rhone. McCartney, sin embargo, lo niega al describir «P.S. I Love You» diciendo:

Realmente es solo una idea para una canción, basada en la forma de una carta, igual que la idea de «Paperback Writer». Era más bien mía. No creo que John haya colaborado demasiado en ella. Hay ciertos temas que son más fáciles para usar en una canción, y uno de ellos es la carta. La carta es un tema muy popular, y el mío era solo un intento de poderlo usar. No se basa en la realidad, ni la escribí para mi novia de Hamburgo, como algunas personas piensan.

John Lennon dijo sobre la canción:

Es una canción de Paul. Estaba tratando de escribir algo como «Soldier Boy» de The Shirelles. La escribió en Hamburgo, o cuando estábamos yendo o viniendo de Hamburgo. Pude haber aportado algo. No recuerdo nada en particular. Fue principalmente una canción suya.

Melódicamente típica al estilo posterior de composición de McCartney, la canción demostraba dos notables excepciones al modelo musical contemporáneo: durante el coro de apertura, el acorde re bemol con séptima se coloca de manera incongruente entre sol y re (en write), y durante la línea del título de la canción se produce un cambio repentino a si bemol por debajo de «P.S. I love you», que Ian MacDonald describió como «un paso lateral oscuro». Lennon contribuye con una sencilla nota armónica enfatizando el comienzo de cada stanza. Líricamente construida con su audiencia femenina en mente, los Beatles la incluyeron como parte de su repertorio en el Cavern Club.

## Grabación
La versión presentada en el sencillo fue grabada en diez tomas el 11 de septiembre de 1962 en los EMI Studios de Londres. El productor George Martin había contratado al batería de sesión Andy White como un reemplazo de Pete Best, a quien no se le consideraba técnicamente bueno para la grabación; Martin no sabía que Best había sido despedido y reemplazado por Ringo Starr, quien estuvo en las sesiones y tocó las maracas en la canción. White era un batería autónomo para sesiones de grabación y espectáculos, y le dio a la canción un ligero toque de chachachá.
Martin no estuvo presente en la sesión, por lo que la canción fue producida por Ron Richards en su ausencia. Richards le dijo al grupo que la canción no podría ser el lado A del sencillo debido a la existencia de una canción anterior con el mismo título: «Yo era originalmente un hombre del mundo editorial musical, un promotor, así que sabía que alguien había hecho una canción con ese título. Le dije a Paul, “puedes usarla como lado B, pero no como lado A”».
Con Starr a la batería, los Beatles grabaron la canción en la BBC el 25 de octubre de 1962, el 27 de noviembre de 1962 y el 17 de junio de 1963 para sus subsiguientes transmisiones en los programas de radio de la BBC Here We Go, The Talent Spot y Pop Go The Beatles, respectivamente. La grabación del 17 de junio de 1963 se publicó oficialmente en el álbum On Air - Live at the BBC Volume 2, lanzado en 2013.

## Publicación y recepción
«P.S. I Love You» se publicó como lado B del primer sencillo de los Beatles, «Love Me Do», el 5 de octubre de 1962. Posteriormente se incluyó en el álbum Please Please Me (1963) y el EP All My Loving (1964) y, ya en 1977, en el álbum Love Songs. 
En Estados Unidos salió publicada como el lado B de «Love Me Do» el 27 de abril de 1964 y logró ascender hasta el número 10 en su estancia de tres semanas en el Billboard Hot 100. En el Cashbox y en el Record World subió hasta el número 10 y el número 13, respectivamente.

## Versiones de otros artistas
La banda virtual animada Alvin and the Chipmunks grabó en 1964 un álbum entero con canciones de los Beatles titulado The Chipmunks Sing the Beatles Hits, entre las cuales estaba su versión de «P.S. I Love You».

## Personal
Personal participante en la grabación de la canción:
- Paul McCartney: voz principal, bajo eléctrico
- John Lennon: guitarra rítmica acústica, acompañamiento vocal
- George Harrison: guitarra acústica, acompañamiento vocal
- Ringo Starr: maracas
- Andy White: batería

Ingeniería de sonido por Norman Smith